# 顶泌汗腺
顶泌汗腺（英語：apocrine sweat gland）又稱顶浆汗腺、大汗腺，是皮肤中的一种单管状腺，主要分布于腋窝、乳晕、肛门和会阴等部位；眼睑的睫毛腺和外耳道的耵聍腺亦被认为是特化的顶泌汗腺。
顶泌汗腺以顶质分泌（顶浆分泌）方式分泌汗液，故而得名；又因其体积为另一种汗腺外泌汗腺的10倍左右，故又称大汗腺。狐臭即是由于顶泌汗腺感染产生特殊臭味。

## 结构
顶泌汗腺分为导管部和分泌部两部分，其中导管部笔直，管壁为无肌上皮细胞和基底膜支持的两层立方状细胞；分泌部卷曲，由基底膜、肌上皮细胞和腺上皮构成。

## 分泌
顶泌汗腺的分泌受性激素影响，在青春期时分泌较为旺盛，其分泌物为乳状，较为黏稠，内含蛋白质、糖类和脂类物质，无特殊气味，但如若分泌物过盛，被细菌分解后则会产生异味，即俗称的狐臭。